# バツ人
バツ人（バツじん、ジョージア語: ბაცი、英語: Bats people）とは、主にジョージアのカヘティ州に定住する少数民族。
「バツヒ人」「バツオイ人」といった別名がある。

## 概要
バツ人はチェチェン語やイングーシ語のようにナフ語派に属するバツ語を話す、そのため、チェチェン人やイングーシ人のように、ナフ語派と呼ばれるグループに属する言語を話すナフ人の一つと括られることがあるが、文化的にはジョージア人に非常に近く、習慣や伝統はジョージア人と共通しており、バツ人自身も自らをジョージア人の一派とみなしている。
その民族的起源ははっきりしていない。トゥシェティ人（ジョージア北東部のトゥシェティ地方に住むジョージア人）の一派であるツォヴァ・トゥシュ人（ツォヴァ峡谷のトゥシェティ人）と称されることもある。